# Revercourt
Revercourt település Franciaországban, Eure-et-Loir megyében. Lakosainak száma 25 fő (2022. január 1.). Revercourt Bérou-la-Mulotière, Prudemanche, Saint-Lubin-de-Cravant és Fessanvilliers-Mattanvilliers községekkel határos.

## Népesség
A település népessége az elmúlt években az alábbi módon változott:
| Lakosok száma | 24   | 22   | 33   | 37   | 22   | 21   | 23   | 22   | 22   | 25   |
|               | 1968 | 1982 | 1990 | 2006 | 2013 | 2015 | 2017 | 2019 | 2020 | 2022 |